# Tom Luscombe Brook
Der Tom Luscombe Brook ist ein etwa 75 km langer Zufluss der Labradorsee im Osten von Labrador in der kanadischen Provinz Neufundland und Labrador.

## Flusslauf
Den Ursprung des Tom Luscombe Brook bildet ein kleiner namenloser See auf einer Höhe von 350 m. Der Tom Luscombe Brook fließt in überwiegend östlicher Richtung. Bei Flusskilometer 25 mündet ein größerer Nebenfluss von Norden kommend in den Tom Luscombe Brook. Dieser entwässert den nördlich gelegenen See Tom Luscombes Pond. Der Tom Luscombe Brook erreicht schließlich das Nordufer der Groswater Bay, etwa 25 km nordöstlich von Rigolet. Die unteren 8 Flusskilometer bilden ein Tidegewässer. Die Bucht ist an der Mündung sehr seicht. Das Einzugsgebiet des Tom Luscombe Brook umfasst 1010 km².

## Flussfauna
Laut NASCO besitzt das Flusssystem einen Bestand an Lachsen, der als „nicht bedroht“ gilt. Außerdem kommt im Tom Luscombe Brook der Wandersaibling und die anadrome Form des Bachsaiblings vor. Im Unterlauf des Tom Luscombe Brook überwintern Seehunde. Diese nutzen das Gewässer auch für die Aufzucht ihrer Jungen.